# 大宮村 (福島県)
大宮村（おおみやむら）は福島県南会津郡にかつて存在した村である。

## 地理
現在の南会津町の南部、旧南郷村の北部に位置する。
村域は奥会津に位置し、山がちな地形が多い。
村内には伊南川が流れる。

## 歴史

### 村域の変遷
- 1889年（明治22年）4月1日 - 町村制施行により、木伏村・水根沢村・山口村・入小屋村・大新田村・大橋村・鴇巣村・宮床村が合併し南会津郡大宮村が発足。
- 1955年（昭和30年）7月20日 - 富田村と合併により南郷村が発足。大宮村は消滅。

変遷表
| 1868年 以前 | 1868年 以前 | 明治10年 | 明治22年 4月1日 | 昭和30年 7月20日 | 平成18年 3月20日 | 現在     |
| ----------- | ----------- | -------- | --------------- | ---------------- | ---------------- | -------- |
|             | 木伏村      | 木伏村   | 大宮村          | 南郷村           | 南会津町         | 南会津町 |
|             | 水根沢村    |          | 大宮村          | 南郷村           | 南会津町         | 南会津町 |
|             | 山口村      | 山口村   | 大宮村          | 南郷村           | 南会津町         | 南会津町 |
|             | 中小屋村    | 山口村   | 大宮村          | 南郷村           | 南会津町         | 南会津町 |
|             | 入小屋村    |          | 大宮村          | 南郷村           | 南会津町         | 南会津町 |
|             | 大新田村    |          | 大宮村          | 南郷村           | 南会津町         | 南会津町 |
|             | 大橋村      |          | 大宮村          | 南郷村           | 南会津町         | 南会津町 |
|             | 鴇巣村      |          | 大宮村          | 南郷村           | 南会津町         | 南会津町 |
|             | 宮床村      |          | 大宮村          | 南郷村           | 南会津町         | 南会津町 |

## 大字
- 木伏（きぶし）
- 水根沢（みずねざわ）
- 山口（やまぐち）
- 入小屋（いりごや）
- 大新田（おおにた）
- 大橋（おおはし）
- 鴇巣（とうのす）
- 宮床（みやとこ）

## 人口・世帯

### 人口
総数 [単位： 人]
| 1891年（明治24年） | 1,683 |
| 1920年（大正 9年） | 2,420 |
| 1935年（昭和10年） | 3,895 |

### 世帯
総数 [単位： 世帯]
| 1920年（大正 9年） | 392 |
| 1935年（昭和10年） | 704 |